# Красочуб білоокий
Красочуб білоокий (Cephalopterus ornatus) — вид  горобцеподібних птахів родини котингових (Cotingidae).

## Поширення
Вид поширений майже на всій території величезного басейну Амазонки, від передгір’їв Анд Колумбії, Еквадору, Перу та Болівії, на схід до півдня Венесуели (басейни верхньої та середньої течії річки Оріноко), локально в південно-західній Гаяні, і в Бразилії. Мешкає у пологах і узліссях затоплюваних лісів і прибережних лісів в Амазонії, а також у гірських і передгірних лісах на східному схилі Анд, на  висоті до 1500 м.

## Опис
Самець набагато більший за самицю, і, мабуть, є найбільшим горобцеподібним у Південній Америці, а також найбільшим тиранновим горобиним у світі. Самець досягає ваги 480-571 г і завдовжки 48-55 см. Самиці в середньому досягають довжини 41-44 см і ваги до 380 грам. Оперення майже повністю чорне, на маківці є помітний гребінь, а на шиї – надувний мішок, який підсилює його гучні крики. У нього світлі очі, тоді як у інших красочубів очі чорні.

## Спосіб життя
Вони живуть на верхівках дерев амазонських тропічних лісів, де харчуються фруктами та комахами.